# Fjällsjö

Gemeindewappen

Fjällsjö ist eine ehemalige Gemeinde in Västernorrlands län in Schweden. 
Die 1863 gegründete Gemeinde bestand bis Ende des Jahres 1973. Die Gemeinde ist heute Bestandteil der Gemeinde Strömsund. Der Hauptort der Gemeinde war Backe. Das Kirchspiel, die fjällsjö socken, hat ihren Sitz in der Kirche in Backe.
Koordinaten: 63° 49′ N, 16° 25′ O